# Carlo Bohländer
Jean Karl Bohländer, gen. Carlo Bohländer (* 25. September 1919 in Frankfurt am Main; † 5. Juni 2004 ebenda), war ein deutscher Jazzmusiker und -pädagoge, Trompeter und Gastronom.

## Leben
Carlo Bohländer entstammte einer bürgerlichen Frankfurter Familie, sein Vater Conrad Bohländer (1881–1968) besaß ein Antiquitätengeschäft am Römer. Carlo erlernte zuerst den Beruf des Kunstgärtners und kam zum Jazz durch seinen Cousin Rudi Thomsen, der in der Jazzklasse von Dr. Hoch’s Konservatorium in Frankfurt Trompete studiert hatte. Also studierte auch Carlo dort von 1935 bis 1938 und von 1938 bis 1939 an der Musikhochschule, allerdings klassische Trompete, Klavier und Klarinette und ohne Abschluss. 1939 heuerte er als Kohlentrimmer auf einem Passagierschiff der Hamburg-Amerika-Linie an, um in New York originalen amerikanischen Jazz zu hören. 1941 gehörte er zu den Mitbegründern des (nicht legalisierten) Frankfurter Hot Club und spielte in dessen Hotclub Combo die Trompete. Während des Krieges magerte er auf ein Minimum ab, um vom Kriegsdienst in der deutschen Wehrmacht entbunden zu werden und wieder mit dieser Combo, zu der Emil Mangelsdorff, Hans Otto Jung und Horst Lippmann gehörten, spielen zu können.
Nach Ende des Zweiten Weltkriegs arbeitete Bohländer bereits 1945 im Hotclub Sextett und verschiedenen traditionelleren Combos, zu denen ab 1949 die von Günter Boas gegründeten Two Beat Stompers hinzukamen. Er war aber 1955 auch mit Jutta Hipp und Joki Freund auf Tournee und spielte 1956 in der Band von Vera Auer sowie im Anschluss mit Wolfgang Sauer.
1951 gründete er in Frankfurt das Domicile du Jazz (später Jazzkeller) und 1955 den Jazzclub Storyville und dann das Jazzlokal Down by the Riverside. 1968 übernahm er zusammen mit seiner Frau, der US-amerikanischen Sängerin Anita Honis, die zu der Zeit russische Folklore-Musikbar Balalaika, die dann in eine internationale Musikbar umfunktioniert wurde, wo unter anderem einmal Muhammad Ali zu Gast war. Bohländer lehrte Jazz an der Hochschule für Musik Köln (1958–59) und leitete von 1960 bis 1966 gemeinsam mit Emil Mangelsdorff den Jazzkursus an der Frankfurter Jugendmusikschule. Seit den 1960ern trat er weniger auf. Er verfasste mehrere Bücher und Broschüren, darunter eine Harmonielehre (Jazz), eine Anatomie des Swing (1986) und war der erste Herausgeber der Lehrbuchreihe Jazz Studio. Mit Karl Heinz Holler ist er auch der Autor der ersten deutschsprachigen Jazzenzyklopädie, Reclams Jazzführer, dessen verschiedene Auflagen er bis zu seinem Tod mit betreute.
Sein Grab befindet sich auf dem Südfriedhof in Frankfurt am Main.
1991 verlieh ihm die Stadt Frankfurt am Main die Johanna-Kirchner-Medaille, 2003 die Ehrenplakette der Stadt Frankfurt am Main. 2014 entstand der Dokumentarfilm Carlo, Keep Swingin‘.